# Tumeur du poumon

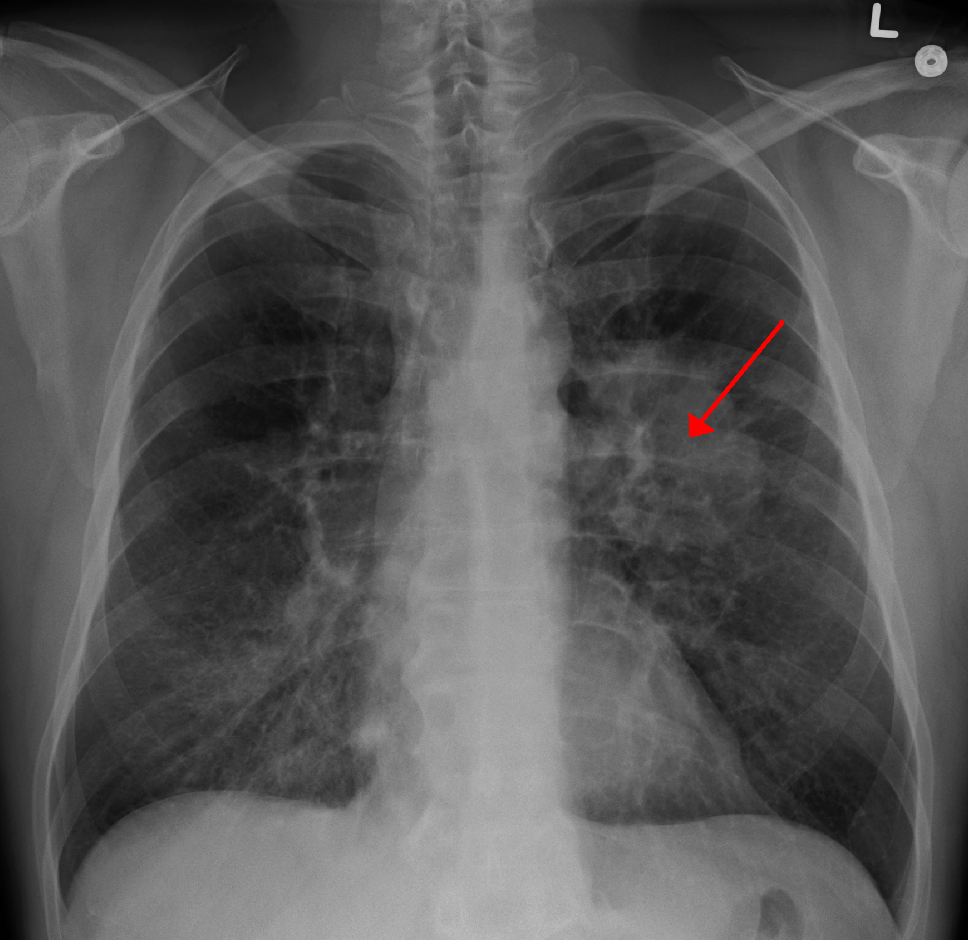
Radiographie thoracique montrant une masse parahilaire du poumon gauche

Les tumeurs du poumon sont les tumeurs (néoplasies, néoplasmes) se développant à partir du poumon.

## Classification OMS/IASLC 2004

### Tumeurs épithéliales malignes du poumon (cancer du poumon)
- Carcinome épidermoïde pulmonaire
- Adénocarcinome pulmonaire
- Carcinome pulmonaire à grandes cellules :
  - Carcinome neuroendocrine à cellules géantes du poumon (+/- composite)
  - Carcinome pulmonaire basaloïde
  - Carcinome pulmonaire "lymphoépithélial-like"
  - Carcinome pulmonaire à cellules claires
  - Carcinome pulmonaire à grandes cellules de phénotype rhabdoïde
- Carcinome adénosquameux pulmonaire
- Carcinome sarcomatoïde pulmonaire :
  - Carcinome pulmonaire à cellules pléiomorphe
  - Carcinome pulmonaire à cellules fusiformes
  - Carcinome pulmonaire à cellules géantes
  - Carcinosarcome pulmonaire

- Carcinome pulmonaire de type glande salivaire
- Carcinome pulmonaire inclassable
- Pneumoblastome
- Blastome pleuropulmonaire

- Tumeurs épithéliales malignes neuroendocrines :
  - Tumeur carcinoïde pulmonaire :
    - Tumeur carcinoïde typique pulmonaire
    - Tumeur carcinoïde atypique pulmonaire

  - Carcinome neuroendocrine à grandes cellules

Carcinome à petites cellules

### Tumeurs épithéliales bénignes du poumon
- Lésions épithéliales pré-tumorales pulmonaires
  - Carcinome épidermoïde in situ bronchique
  - Hyperplasie adénomateuse atypique pulmonaire
  - Hyperplasie neuroendocrine diffuse idiopathique pulmonaire

- Tumeurs épithéliales bénignes pulmonaire
  - Papillomes pulmonaires
    - Papillome à cellules squameuses pulmonaire
    - Papillome glandulaire pulmonaire
    - Papillome mixte pulmonaire

  - Adénomes pulmonaires
    - Adénome alvéolaire pulmonaire
    - Adénome papillaire pulmonaire
    - Adénome de type salivaire pulmonaire
    - Cystadénome mucineux pulmonaire